# Tapinocyba transsylvanica
Tapinocyba transsylvanica är en spindelart som beskrevs av Gábor von Kolosváry 1934. Tapinocyba transsylvanica ingår i släktet Tapinocyba och familjen täckvävarspindlar. Inga underarter finns listade i Catalogue of Life.